# 雨の日の森の中
『雨の日の森の中』（あめのひのもりのなか）は日本の演劇。NEWSの増田貴久が初舞台、初座長を務めたコメディ。

## キャスト
- ノボル - 増田貴久
- 早峰 - 谷村美月
- 森田和則 - 菅原永二
- 照沼一 - 玉置孝匡
- 原敏光 - 中谷竜
- 高野マキ - 初音映莉子
- 後藤トシ子 - 佐藤仁美
- 後藤治郎 - 片桐仁

## スタッフ
- 作・演出：西田征史
- 美術：二村周作
- 照明：佐藤 啓
- 音楽：こばやしたつや
- 音響堀江潤
- 映像：上田大樹　荒川ヒロキ
- 衣裳：伊賀大介
- ヘアメイク：大宝みゆき
- 演出助手：渡邊千穂（至福団）
- 舞台監督：高橋大輔＋至福団
- 演出部：津江健太　福田朝子　山松由美子　藤田有紀彦
- 照明操作：近藤隆文　小原ももこ
- 音響操作：大西美雲
- 映像操作：芹田有希子
- 美術助手：谷口 綾
- 衣装助手：高木阿友子
- 稽古場代役：森谷ふみ
- 演出部協力：浜崎亜海　至福団
- 小道具製作：清水克晋
- 大道具製作：C-COM舞台装置　伊藤清次
- ナレーション：犬飼若博　森谷ふみ　平本亜夢
- 票券：中柄毅志
- 制作助手：三浦 瞳　井手江夢
- 制作：佐々木康志
- キャスティング：明石直弓
- プロデューサー：山下秀樹　伊藤達哉
- エグゼクティブ・プロデューサー：藤島ジュリーK

## 公演情報
- 東京公演：東京グローブ座 2009年11月4日 - 11月23日
- 大阪公演：梅田芸術劇場 シアター・ドラマシティ 2009年11月26日 - 11月30日